# Pan coupé (lutherie)

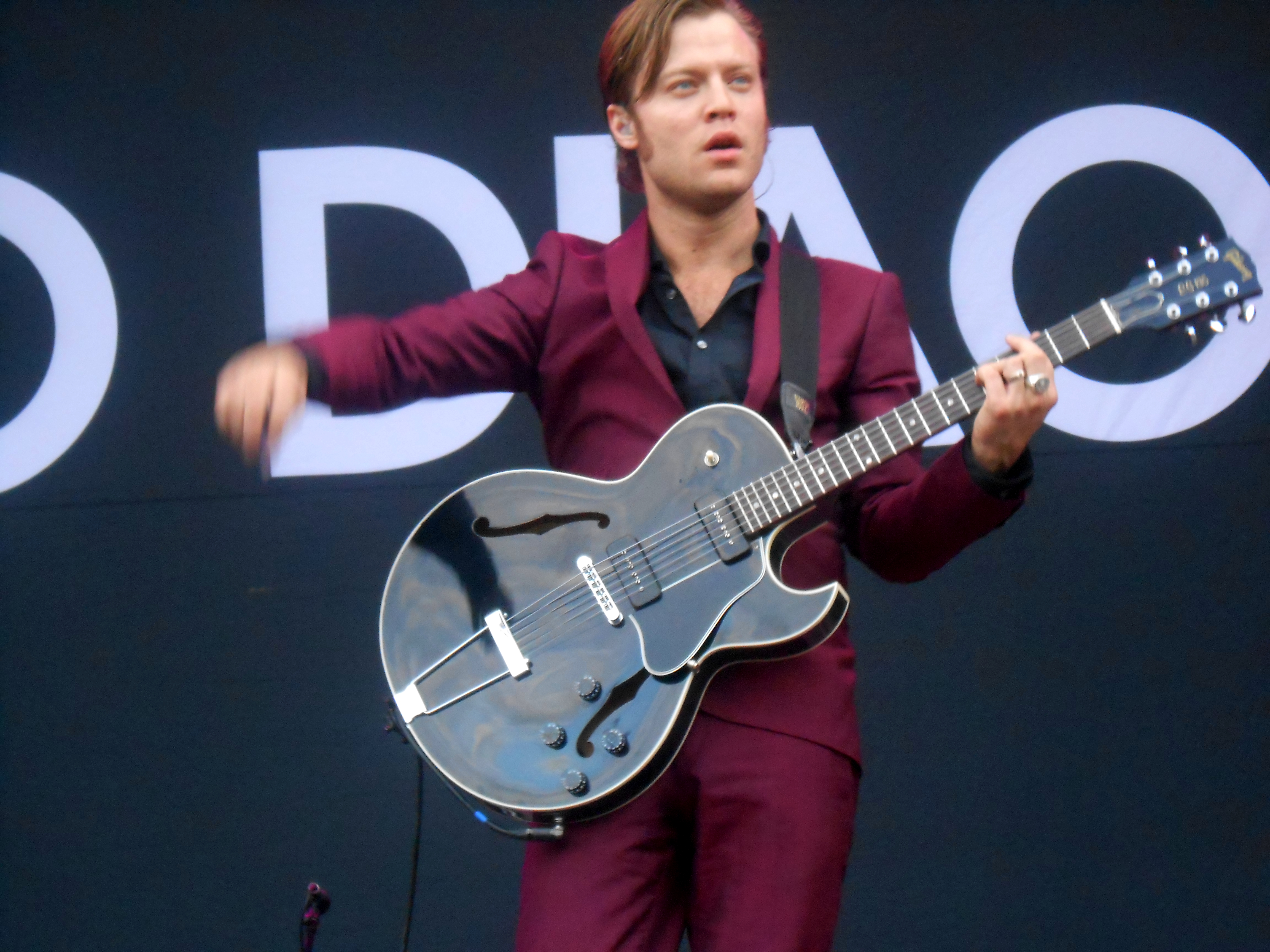
Une Gibson ES-135, modèle de guitare électrique à demi-caisse et pan coupé de type coupe florentine.

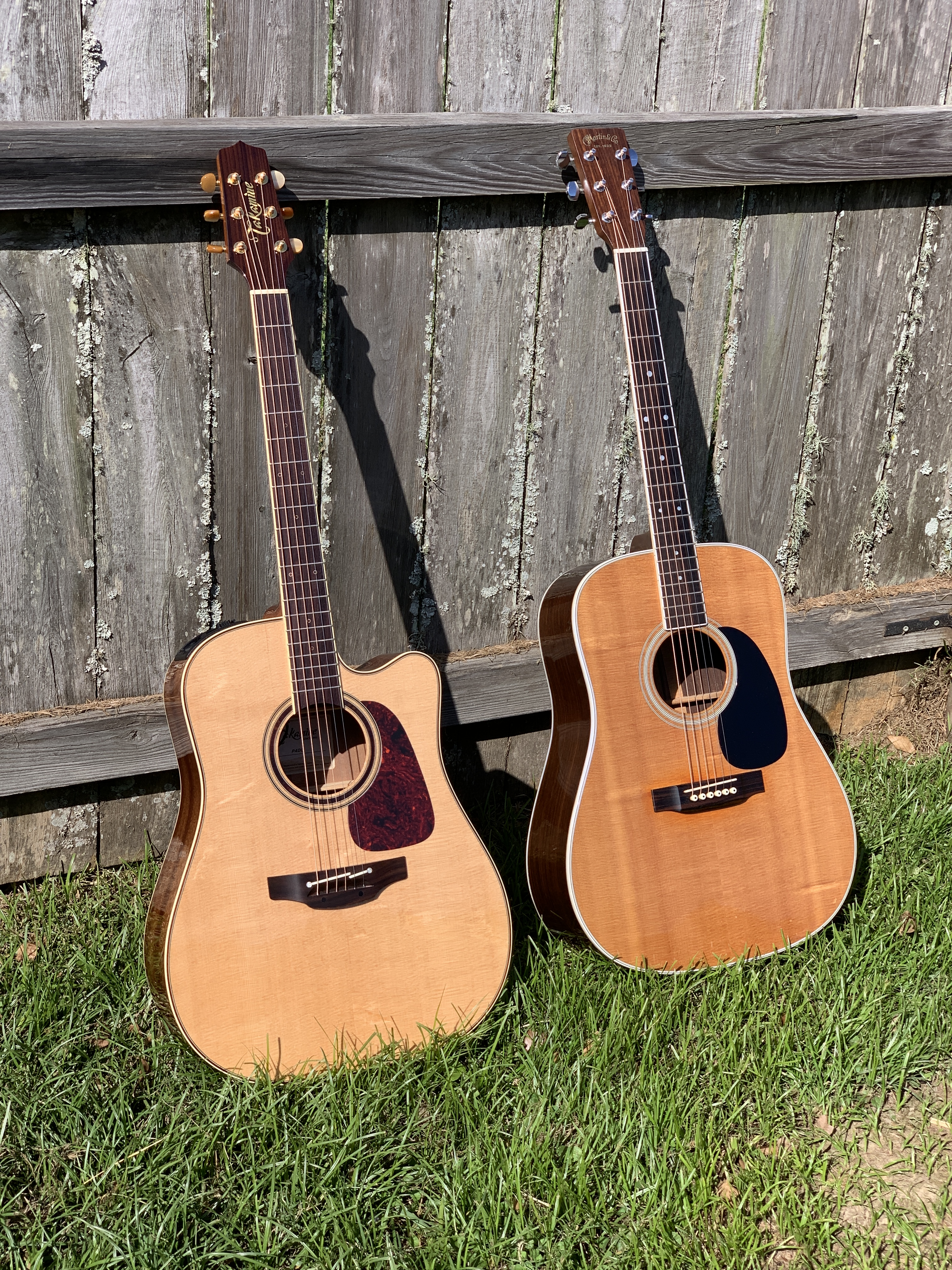
Une guitare folk Takamine à pan coupé vénitien (gauche), à côté d'une guitare folk Martin sans pan coupé (droite).

En lutherie et particulièrement dans le domaine des guitares folk et guitares et basses électriques, à corps plein (solid body) ou creux (hollow/semi-hollow body), le pan coupé désigne une découpe pratiquée dans le corps ou la caisse de la guitare de façon à faciliter l'accès aux frettes du haut du manche, qui correspondent aux notes les plus aiguës que l'instrument peut produire.
Si la guitare dispose d'un seul pan coupé, il sera pratiqué du côté de la main qui gratte les cordes : ainsi, il sera du côté droit du corps sur une guitare pour droitier.
Il existe plusieurs types de coupes traditionnelles, dont les plus communes sont la coupe florentine et la coupe vénitienne, désignations choisies par les manufactures américaines dans la première moitié du XXe siècle et qui, malgré leur nom, ne font pas référence à des formes régionales de lutherie italienne connues. La première consiste à « couper » un arc de cercle dans la forme classique du corps, dessinant ainsi une « corne » caractéristique, tandis que pour la coupe vénitienne, la forme de ladite corne est arrondie.